# Sipia
Sipia — рід горобцеподібних птахів родини сорокушових (Thamnophilidae). Представники цього роду мешкають в Центральній і Південній Америці. Раніше їх відносили до роду Покривник (Myrmeciza), однак за результатами низки молекулярно-філогенетичних досліджень вони були переведені до відновленого роду Sipia.

## Види
Виділяють чотири види:
- Покривник узлісний (Sipia berlepschi)
- Покривник західний (Sipia nigricauda)
- Покривник магдаленський (Sipia palliata)[7]
- Покривник бурий (Sipia laemosticta)

## Етимологія
Наукова назва роду Sipia походить від назви міста Сіпі в колумбійському департаменті Чоко.